# Douma et ses amis
Pour plus de détails, voir Fiche technique et Distribution.
Douma et ses amis ou Duma le guépard au Québec (titre original : Cheetah) est un film américain réalisé par Jeff Blyth, sorti en 1989.

## Fiche technique
Sauf mention contraire, cette fiche technique est établie à partir d'IMDb
- Titre original : Cheetah
- Titre français : Douma et ses amis
- Réalisation : Jeff Blyth
- Scénario : Erik Tarloff, John Cotter, Griff Du Rhone
- Photographie : Thomas Burstyn
- Montage : Eric Albertson
- Musique : Bruce Rowland
- Production : Roy E. Disney, Robert Halmi, Sr.
- Société de production : Walt Disney Pictures, Silver Screen Partners III
- Société de distribution : Buena Vista Distribution Company
- Pays d'origine :  États-Unis
- Langue originale : anglais
- Format : Couleur (Technicolor) - 35 mm - 1,85:1 - Filmé en Panaflex - Son : Dolby
- Genre : Drame
- Durée : 84 minutes (1 h 24)
- Dates de sortie : 
  -  États-Unis : 18 août 1989[2]
  -  France : 1990

## Distribution
- Keith Coogan (VQ : Gilbert Lachance) : Ted Johnson
- Lucy Deakins (VQ : Violette Chauveau) : Susan Johnson
- Collin Mothupi (VQ : Flora Balzano) : Morogo
- Timothy Landfield (VQ : Hubert Gagnon) : Earl Johnson
- Breon Gorman-Landfield (VQ : Élizabeth Lesieur) : Jean Johnson
- Mhlangabezi Ka Vundla : Kipoin
- Lydia Kigada : Lani
- Kuldeep Bhakoo (VQ : Mario Desmarais) : Mr. Patel
- Paul Onsongo (VQ : Yves Massicotte) : Abdullah
- Anthony Baird (VQ : Claude Préfontaine) : Nigel
- Rory McGuinness : Larry
- Rod Jacobsen : David
- David Adido : Mwangi
- Konga Mbandu : le capitaine de la police
- Martin Okello : le policier amical
- Allaudin Qureshi : le cousin de Patel
- William Tsuma : le chauffeur de taxi
- Waigwa Wachira : le policier d'hippodrome
- Jim Ward : l'annonceur
- Jan MacCoy : l'hôtesse de l'air
- Evalyne Kamau : Nyambura
- Jane Gelardi : la petite amie de l'annonceur
- 'J.J.' Joseph Otieno Adamson : l'un des membres du groupe Blue Duka
- David Otieno : l'un des membres du groupe Blue Duka
- Wally Amalemba : l'un des membres du groupe Blue Duka
- Tony Evans Kalanzi : l'un des membres du groupe Blue Duka
- Kelly Harry Ngetsa : l'un des membres du groupe Blue Duka
- Thomas Akare : un parieur
- Denis Doughty : un parieur
- Siddik Ebrahim : un parieur
- Lee Harvin : un parieur
- Aloysius Lazarus : un propriétaire de Greyhound
- Njoroge Ngoima : un propriétaire de Greyhound
- Frank Turner : un propriétaire de Greyhound
- Richard Clarke : la voix de l'annonceur
- Michael Rogers : la voix du policier d'hippodrome